# Émile Bernard (šéfkuchař)
Émile Bernard (5. dubna 1826 – 31. srpna 1897) byl francouzský šéfkuchař, známý především jako autor řady knih s recepty La Cuisine Classique, která se stala klasikou francouzské kuchyně.

## Život
Bernard byl synem řezníka Laurenta Bernarda a vnukem restauratéra Pierra Bernarda. Rodina jeho matky obchodovala s fajánskou keramikou. Kuchařskému řemeslu se vyučil v restauraci Viviana Jacquinota v Lons-le-Saunier. Poté se přestěhoval do Turína, kde pracoval v kuchyni svého strýce. Poté pracoval jako výpomoc v proslulém hotelu v Janově, kde si ho všiml a najal samotný guvernér Janova. Cestoval také do Říma, Paříže a Ruska, kde se setkal s kuchařem Urbainem Dubois.
Během své dlouhé a úspěšné kariéry ve službách králů a knížat se z něj stal největší znalec chutí a pokrmů oblíbených u evropských panovníků. Na začátku 50. let 20. století pracoval pro guvernéra Varšavy hraběte Krasinského, poté v kuchyni francouzského ministerstva zahraničí. Později byl Bernard jmenován osobním šéfkuchařem prince Viléma I. Pruského, budoucího pruského krále a německého císaře, pro kterého vařil během jeho státní návštěvy v Lyonu. V lednu 1861 měl na starosti královský korunovační banket na hradě Königsberg. Avšak když v roce 1870 vypukla válka mezi Pruskem a Francií, své místo opustil a vrátil se do rodné země, kde působil v Château des Buvettes.
Bernard byl ve Francii ve druhé polovině 19. století průkopníkem nového způsobu servírování service à la russe. Na rozdíl od tehdy obvyklého způsobu service à la française, při kterém byly všechny chody připraveny naráz a naservírovány na stůl před hosta, service à la russe představoval zcela nový způsob stravování, protože jídla byla připravována, porcována a servírována už v kuchyni a do jídelny přinášena postupně. Díky tomu zůstávala v průběhu stolování stále teplá.
Bernard také napsal spolu s přítelem a kolegou šéfkuchařem Urbainem Duboisem, s nímž se setkal v Rusku, klasickou kuchařku 19. století La Cuisine, études pratiques, raisonnées et démonstratives de l'école française au service à la Russe (1856), která byla mnohokrát znovu vydávána, dokonce i na počátku 20. století.